# Europees kampioenschap hockey vrouwen 1999
Het Europees kampioenschap hockey vrouwen 1999 had plaats van woensdag 18 augustus tot en met zondag 29 augustus 1999 op het complex van Rot Weiss Köln in Keulen, Duitsland. Het was de vijfde editie van dit internationale sportevenement, dat onder auspiciën stond van de Europese hockeyfederatie (EHF). Titelverdediger was Nederland dat erin slaagde zijn titel te verdedigen.

## Uitslagen voorronde

### Groep A
| Team      | G | W | GL | V | P  | DV | DT |
| Nederland | 5 | 5 | 0  | 0 | 15 | 41 | 0  |
| Rusland   | 5 | 3 | 1  | 1 | 10 | 21 | 15 |
| Schotland | 5 | 2 | 1  | 2 | 7  | 9  | 9  |
| Litouwen  | 5 | 2 | 0  | 3 | 6  | 10 | 17 |
| Frankrijk | 5 | 1 | 1  | 3 | 4  | 4  | 19 |
| België    | 5 | 0 | 1  | 4 | 1  | 3  | 28 |

| Schotland | Rusland   | 1 - 1  |
| Frankrijk | Litouwen  | 1 - 3  |
| België    | Nederland | 0 - 15 |
| Schotland | Frankrijk | 0 - 1  |
| Rusland   | België    | 7 - 1  |
| Litouwen  | Nederland | 0 - 7  |
| Schotland | België    | 3 - 1  |
| Frankrijk | Nederland | 0 - 6  |
| Rusland   | Litouwen  | 4 - 3  |
| België    | Frankrijk | 1 - 1  |
| Schotland | Litouwen  | 5 - 2  |
| Rusland   | Nederland | 0 - 9  |
| België    | Litouwen  | 0 - 2  |
| Frankrijk | Rusland   | 1 - 9  |
| Schotland | Nederland | 0 - 4  |

### Groep B
| Team      | G | W | GL | V | P  | DV | DT |
| --------- | - | - | -- | - | -- | -- | -- |
| Duitsland | 5 | 5 | 0  | 0 | 15 | 20 | 2  |
| Engeland  | 5 | 3 | 1  | 1 | 10 | 25 | 4  |
| Spanje    | 5 | 3 | 1  | 1 | 10 | 8  | 7  |
| Oekraïne  | 5 | 2 | 2  | 1 | 6  | 8  | 18 |
| Ierland   | 5 | 1 | 0  | 4 | 3  | 7  | 12 |
| Tsjechië  | 5 | 0 | 0  | 5 | 0  | 1  | 26 |

| Engeland | Spanje    | 1 - 1  |
| Ierland  | Oekraïne  | 2 - 3  |
| Tsjechië | Duitsland | 0 - 7  |
| Engeland | Ierland   | 5 - 0  |
| Spanje   | Tsjechië  | 4 - 0  |
| Oekraïne | Duitsland | 1 - 4  |
| Engeland | Tsjechië  | 8 - 0  |
| Ierland  | Duitsland | 0 - 2  |
| Spanje   | Oekraïne  | 1 - 0  |
| Tsjechië | Ierland   | 0 - 4  |
| Engeland | Oekraïne  | 10 - 1 |
| Spanje   | Duitsland | 0 - 5  |
| Tsjechië | Oekraïne  | 1 - 3  |
| Ierland  | Spanje    | 1 - 2  |
| Engeland | Duitsland | 1 - 2  |

## Uitslagen eindfase
| Om plaats 9 t/m 12 | Om plaats 9 t/m 12 | Om plaats 9 t/m 12                        |
| ------------------ | ------------------ | ----------------------------------------- |
| Frankrijk          | Tsjechië           | 1-0                                       |
| Ierland            | België             | 4-0                                       |
| Om plaats 5 t/m 8  |                    |                                           |
| Schotland          | Oekraïne           | 3-2                                       |
| Spanje             | Litouwen           | 2-1                                       |
| Halve finale       |                    |                                           |
| Nederland          | Engeland           | 2-1 (na verlenging)                       |
| Duitsland          | Rusland            | 1-1 (Duitsland wint na strafballen (4-1)) |

## Finalewedstrijden
| Om plaats 11 | Om plaats 11 | Om plaats 11                           |
| ------------ | ------------ | -------------------------------------- |
| Tsjechië     | België       | 0-2                                    |
| Om plaats 9  |              |                                        |
| Frankrijk    | Ierland      | 3-4 (na verlenging)                    |
| Om plaats 7  |              |                                        |
| Oekraïne     | Litouwen     | 2-1 (na verlenging)                    |
| Om plaats 5  |              |                                        |
| Schotland    | Spanje       | 1-1 (Spanje wint na strafballen (4-5)) |
| Om plaats 3  |              |                                        |
| Engeland     | Rusland      | 5-0                                    |
| Finale       |              |                                        |
| Nederland    | Duitsland    | 2-1                                    |

| Europees kampioen 1999 |
| ---------------------- |
|                        |
| Nederland Vierde titel |

## Eindrangschikking
| rang   | land      |
| ------ | --------- |
| Goud   | Nederland |
| Zilver | Duitsland |
| Brons  | Engeland  |
| 4      | Rusland   |
| 5      | Spanje    |
| 6      | Schotland |
| 7      | Oekraïne  |
| 8      | Litouwen  |
| 9      | Ierland   |
| 10     | Frankrijk |
| 11     | België    |
| 12     | Tsjechië  |

NB: Nederland plaatste zich door dit resultaat voor de Olympische Spelen in Sydney (2000)

## Topscorer
1. Dillianne van den Boogaard ( Nederland) 11 doelpunten

## Nederlandse EK-selectie
| Speelsters                    | Speelsters                |
| ----------------------------- | ------------------------- |
| 1. Clarinda Sinnige (gk)      | 3. Macha van der Vaart    |
| 4. Julie Deiters              | 5. Fatima Moreira de Melo |
| 6. Karlijn Petri              | 7. Minke Smabers          |
| 8. Dillianne van den Boogaard | 9. Margje Teeuwen         |
| 10. Mijntje Donners           | 11. Ageeth Boomgaardt     |
| 12. Myrna Veenstra            | 13. Hanneke Smabers       |
| 14. Carole Thate ©            | 15. Fleur van de Kieft    |
| 16. Suzan van der Wielen      | 17. Eefke Mulder          |
| 18. Minke Booij               | 19. Eveline de Haan (gk)  |
| Staf                          |                           |
| Bondscoach                    | Tom van 't Hek            |
| Assistent-bondscoach          | Koen Pijpers              |
| Manager                       | Lisette Sevens            |
| Videoman                      | Roberto Tolentino         |

1984 · 1987 · 1991 · 1995 · 1999 · 2003 · 2005 · 2007 · 2009 · 2011 · 2013 · 2015 · 2017 · 2019 · 2021 · 2023